# NGC 4291
NGC 4291 је елиптична галаксија у сазвежђу Змај која се налази на NGC листи објеката дубоког неба.
Деклинација објекта је + 75° 22' 16" а ректасцензија 12h 20m 17,3s. Привидна величина (магнитуда) објекта NGC 4291 износи 11,4 а фотографска магнитуда 12,4. Налази се на удаљености од 31,643 милиона парсека од Сунца. NGC 4291 је још познат и под ознакама UGC 7397, MCG 13-9-24, CGCG 352-28, PGC 39791.